# Atomanlage Natanz

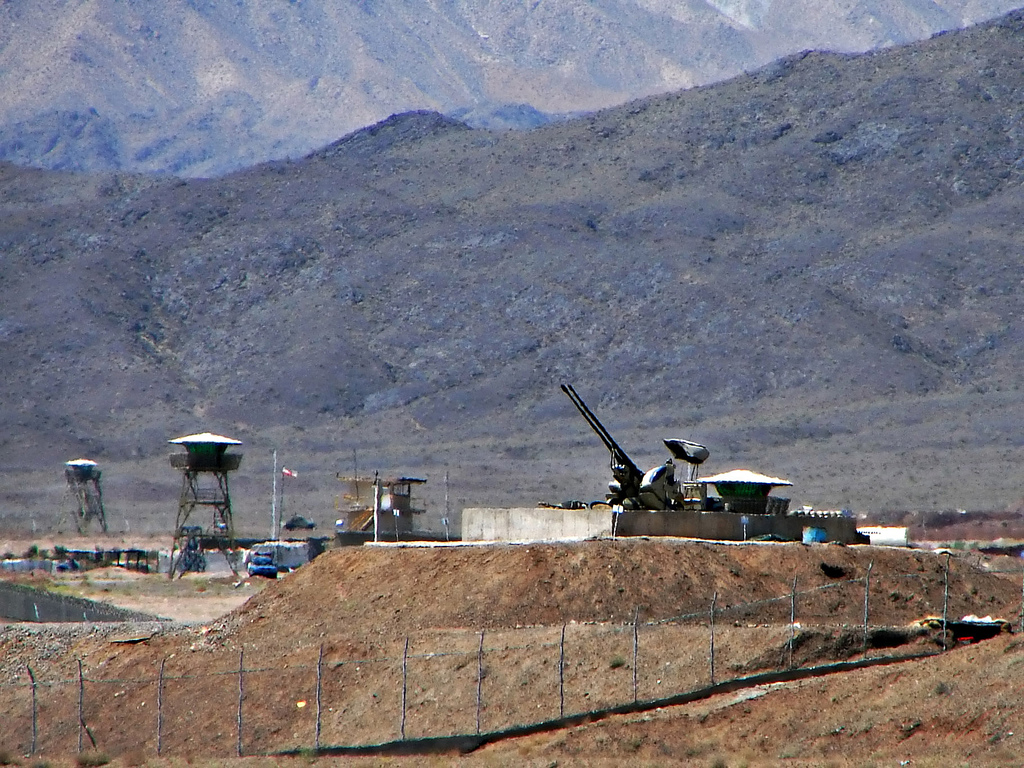
Flugabwehrstellung an der Nuklearanlage Natanz

Die Atomanlage Natanz (persisch تأسیسات هسته‌ای نطنز) ist eine iranische kerntechnische Anlage zur Anreicherung von Uran. Sie befindet sich in der Nähe der Stadt Natanz in der iranischen Provinz Isfahan. Eine weitere Einrichtung dieser Art in Iran ist die Atomanlage Fordo.

## Geschichte
Die Anlage wurde 2002 international bekannt, als die IAEO das iranische Atomprogramm untersuchte.
Im Oktober 2006 wurde eine zweite Kaskade von 168 Gaszentrifugen in Betrieb genommen. Derzeit sind laut Angaben der IAEA mehr als 5000 Zentrifugen betriebsbereit, die Anlage ist für etwa 54.000 Zentrifugen ausgelegt.
Am 7. Januar 2007 berichtete die Sunday Times, dass die israelische Luftwaffe begonnen hätte, die Zerstörung der iranischen unterirdischen Atomanlagen wie diejenige in Natanz mit taktischen Atombomben zu üben. Der Bericht wurde umgehend von der israelischen Regierung dementiert.
Am 20. Februar 2007 berichtete BBC News, dass der US-Notfallplan Angriffe mit bunkerbrechenden Bomben, die von B-2-Stealth-Bombern abgeworfen werden sollen, vorsieht, um die 25 m tief im Erdreich liegenden Hallen mit den Zentrifugen zu zerstören.
Am 9. April 2007 verkündete der damalige Präsident Mahmud Ahmadineschad zur Anlage Natanz, dass Iran nun in der Lage sei, Uran im industriellen Maßstab anzureichern.
Im Frühjahr 2009 nahm die Zahl der tatsächlich betriebenen Anreicherungszentrifugen abrupt ab. Als Ursache dafür wird ein Angriff mit dem Computervirus Stuxnet auf die Anlage in Natanz vermutet.
Anfang Juli 2020 wurde die Anlage nach offiziellen iranischen Angaben durch ein Feuer schwer beschädigt. Dabei wurde die Zentrifugenproduktion betroffen. Wegen zweier weiterer Industrieunfälle am 4. Juli in wichtigen iranischen Betrieben spekulierten Beobachter über mögliche Angriffe oder koordinierte Sabotageaktionen gegen die Einrichtungen. Ende August 2020 sagte ein Sprecher der iranischen Atomenergieorganisation gegenüber dem staatlichen Fernsehsender al-Alam, das Feuer sei Ergebnis einer Sabotageoperation gewesen.
Nicht mehr als 24 Stunden nachdem am 4. April 2021 in der Atomanlage neue Zentrifugen, die den Urananreicherungsgrad auf 60 Prozent erhöhen sollen, in Betrieb genommen worden waren, gab es einen Zwischenfall im Stromverteilnetz der Anlage. Der Chef der iranischen Atomenergiebehörde, Ali-Akbar Salehi, erklärte, es habe sich dabei um einen „antiatomaren Terrorismus“ gehandelt. Die israelische Tageszeitung Haaretz berichtete von einer Cyberattacke des israelischen Geheimdienstes Mossad. Die genauen Vorkommnisse in der Atomanlage blieben der Öffentlichkeit unbekannt. Der Vorsitzende des Forschungszentrums des iranischen Parlaments erklärte, dass Tausende von Maschinen in Natanz beschädigt oder zerstört worden seien. Am 17. April 2021 wurde im iranischen Staatsfernsehen ein Hauptverdächtiger für die „Sabotage“ namentlich benannt. Dies sei der flüchtige Reza Karimi, der im Auftrag des Mossad gehandelt habe. Ungeachtet des Anschlags begannen in Wien ab dem 15. April 2021 die lange geplanten Gespräche von Vertretern Irans, des Vereinigten Königreichs, Frankreichs, Chinas, Russlands und Deutschlands über die Begrenzung des iranischen Nuklearprogramms. Der ehemalige Chef des israelischen Geheimdienstes Mossad, Jossi Cohen, beschrieb im Juni 2021, wie der Sprengstoff in die Anlage geschmuggelt wurde.
Das israelische Militär erklärte, es habe die iranische Urananreicherungsanlage in Natanz mit Raketen im Rahmen der Operation Rising Lion angegriffen und dabei am 13. Juni 2025 einen unterirdischen Komplex mit Zentrifugen getroffen.
Am 22. Juni 2025 wurde die Anlage von einem Northrop B-2 Bomber der USA mit 2 GBU-57 angegriffen. Der Angriff auch auf die Atomanlagen in Fordo und Isfahan und markierte den Eintritt der USA in den israelisch-iranischen Krieg.